# Confine tra Mauritania e Sahara Occidentale
Il confine tra la Mauritania e il Sahara occidentale ha una lunghezza di 1564 km e parte dal triplice confine con l'Algeria a nord-est fino all'Oceano Atlantico a sud-ovest.

## Descrizione
Il confine inizia a nord al triplice confine con l'Algeria, proseguendo verso sud in un rettilineo di 146 km, quindi girando a ovest seguendo il 26º parallelo nord per 334 km, per poi svoltare a sud lungo il 12º meridiano ovest per 176 km. Il confine poi vira a sud-ovest attraverso un ampio arco fino a 21° 20'N, seguendo questo parallelo verso ovest per 408 km. Appena a sud del villaggio di Guerguerat il confine gira a sud, bisecando la penisola di Ras Nouadhibou e terminando alla sua punta sulla costa atlantica.

## Storia
Il confine emerse durante la "Spartizione dell'Africa", un periodo di intensa competizione tra le potenze europee nel tardo XIX secolo per il controllo dei territori in Africa. Il processo culminò nella Conferenza di Berlino del 1884, in cui le nazioni europee interessate concordarono sulle rispettive rivendicazioni territoriali e sulle regole degli impegni futuri. Come risultato di questo processo, la Spagna annunciò la sua intenzione di dichiarare un protettorato sulla costa nord-occidentale dell'Africa tra Capo Bojador e Ras Nouadhibou (Capo Blanco / Cap Blanc), che fu formalmente creato come colonia Río de Oro l'anno seguente. Alla Francia venne concesso il controllo su gran parte dell'Africa occidentale, compresa quella che adesso è la Mauritania, con i suoi territori successivamente federati come Africa Occidentale Francese. 

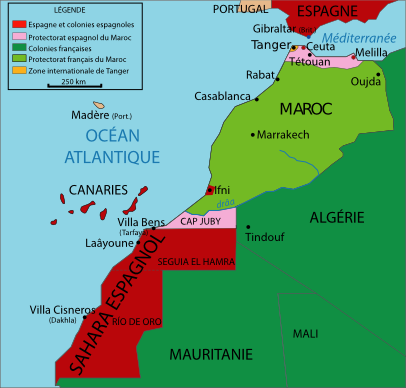
Ex territori spagnoli nell'Africa nord-occidentale

Il 27 giugno 1900 Francia e Spagna firmarono un trattato per la creazione di un confine tra Rio de Oro e l'Africa Occidentale Francese a partire da Ras Nouadhibou e terminando all'incrocio tra il 12º meridiano ovest e il 26 ° parallelo nord (cioè la gran parte della moderna frontiera Mauritania–Sahara occidentale). Questo confine fu poi esteso con un trattato del 3 ottobre 1904 a nord fino a quello che è adesso il triplice confine con l'Algeria e poi ad ovest lungo il parallelo di 27° 40'N, quest'ultima linea che forma il moderno confine tra Marocco e Sahara occidentale; il nuovo territorio spagnolo così formato fu chiamato Saguia el-Hamra. Un altro trattato franco-spagnolo venne firmato il 27 novembre 1912 e creò un protettorato francese su gran parte del Marocco, cedendo parti del paese alla Spagna: il litorale mediterraneo (la Zona settentrionale, o più comunemente il Marocco spagnolo), l'exclave di Ifni e la Striscia di Capo Juby / Tarfaya (detta anche "Zona meridionale"), quest'ultima che forma ciò che è adesso l'estremo sud del Marocco vero e proprio, tra il fiume Draa e il confine di Saguia el-Hamra a 27° 40'N concordato nel 1904. L'intero confine tra Africa occidentale francese e Saguia el-Hamra / Rio de Oro fu confermato da un trattato il 19 dicembre 1956, con Francia e Spagna che lo delimitarono sul terreno nel 1957 con diversi pilastri.
Dal 1946 al 1958 il Marocco spagnolo, la Striscia di Tarfaya, Ifni, Rio de Oro e Saguia el Hamra furono unite come Africa occidentale spagnola. Il Marocco ottenne l'indipendenza dalla Francia nel 1956, compreso il Marocco spagnolo (tranne le plazas de soberanía che rimangono oggi appartenenti alla Spagna). Il nuovo stato indipendente, ispirato dall'idea di creare un "Grande Marocco", rivendicò tutta l'Africa occidentale spagnola come terra marocchina. Nel 1958 la Spagna unì Rio de Oro e Saguia el-Hamara come Sahara spagnolo e nello stesso anno la Spagna cedette la Striscia di Tarfaya al Marocco (tramite il Trattato di Angra de Cintra). Ifni venne ceduta nel 1969 (a seguito di un fallito tentativo marocchino di conquistare la regione con la forza nel 1957). Il Marocco si interessò poi al Sahara spagnolo, ma anche alla Mauritania (indipendente dal 1960) rivendicato il territorio dell'ex colonia di Rio de Oro come parte della "Grande Mauritania". Nel 1960-63 fu costruita una ferrovia parallela alla metà meridionale del confine, compreso un costoso tunnel costruito in modo da evitare l'angolo retto del Sahara spagnolo sudorientale. I nazionalisti saharawi avevano nel frattempo formato il Fronte Polisario, cercando l'indipendenza per tutto il Sahara spagnolo come Sahara occidentale, iniziando una campagna di guerriglia di bassa tensione. La Corte internazionale di giustizia dichiarò nell'ottobre 1975 che né il Marocco né la Mauritania potessero avere delle pretese abbastanza forti da giustificare l'annessione del Sahara Occidentale, e che il popolo Saharawi avrebbe dovuto avere possibilità di determinare il proprio futuro. Il Marocco da allora in poi cercò di risolvere la questione militare e nel novembre 1975 condusse la "Marcia verde", in cui migliaia di soldati e nazionalisti marocchini attraversarono con la forza il confine tra Marocco e Sahara spagnolo. Il dittatore spagnolo Francisco Franco era in quel momento vicino alla morte e il paese non era disposto a rispondere militarmente in un momento così delicato, desideroso di evitare il tipo di guerra coloniale prolungata che aveva tormentato il Portogallo nelle sue colonie africane. La Spagna firmò quindi un trattato con il Marocco e la Mauritania, dividendo il Sahara spagnolo all'incirca in due parti, dalle quali circa due terzi a favore del Marocco. Le forze del Fronte Polisario dichiararono una Repubblica Araba Democratica Saharawi basata sui confini del Sahara spagnolo, iniziando così una lunga guerra contro Marocco e Mauritania. Non volendo continuare il conflitto, la Mauritania si ritirò dalla propria zona nel 1979, che fu poi annessa al Marocco, ripristinando così l'ex frontiera Mauritania-Sahara occidentale. 

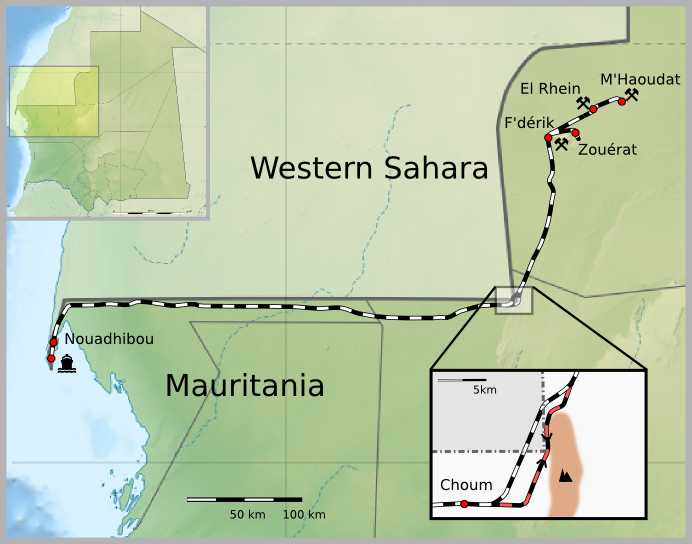
Mappa della linea ferroviaria della Mauritania e del tunnel Choum.

Negli anni '80, nel tentativo di controllare il territorio e ostacolare il Polisario, il Marocco iniziò a costruire una serie di muri elaborati (o "berme"), completando infine il muro marocchino del Sahara occidentale nel 1987. A sud il muro è parallelo al tratto di linea retta meridionale del confine verso il mare, abbandonando di fatto la metà sahariana occidentale della penisola di Ras Nouadhibou; attualmente la Mauritania mantiene una presenza militare nell'area. Il Marocco e il Fronte Polisario hanno firmato un cessate il fuoco nel 1991 ponendo fine alla guerra. Il Marocco ha mantenuto il controllo delle aree a ovest del muro (circa l'80% del Sahara occidentale), con il Polisario che controlla quelle a est, che comprende l'intero confine Mauritania-Sahara occidentale. Al momento la controversia territoriale resta irrisolta.

## Insediamenti vicino al confine

### Mauritania
- Fderîck
- Choum
- Nouadhibou

### Sahara occidentale
- Tifariti
- Guerguerat
- La Güera